# 2007年12月阿爾及爾爆炸案
2007年12月阿爾及爾爆炸案是2007年12月11日9时30—40分（当地时间），阿尔及利亚首都阿尔及尔的宪法委员会附近和联合国难民事务高级专员公署旁分别发生自杀式汽车炸弹袭击事件，至少造成67人丧生，170多人受伤，遇难者包括11名联合国工作人员。事后基地组织的北非分支“伊斯兰马格里布基地组织”声称对两起事件负责。